# ادگار بولانیوس
ادگار بولانیوس (اسپانیایی: Edgar Bolaños‎؛ زادهٔ ۲۰ فوریهٔ ۱۹۵۱) بازیکن فوتبال اهل گواتمالا بود.
وی همچنین در تیم ملی فوتبال گواتمالا بازی کرده‌است.